# جیمز هارلن
جیمز هارلن (به انگلیسی: James Harlan) سناتور سابق عضو حزب جمهوری‌خواه ایالات متحده آمریکا بود. وی در سال ۱۸۵۵ تا ۱۸۵۷ و ۱۸۵۷ تا ۱۸۶۵ و ۱۸۶۷ تا ۱۸۷۳ میلادی سناتور ایالت آیووا در سنای ایالات متحده آمریکا بود.